# Thrinax radiata
Thrinax radiata är en enhjärtbladig växtart som beskrevs av Conrad Loddiges, Schult. och Julius Hermann Schultes. Thrinax radiata ingår i släktet Thrinax och familjen Arecaceae. Inga underarter finns listade i Catalogue of Life.

## Bildgalleri

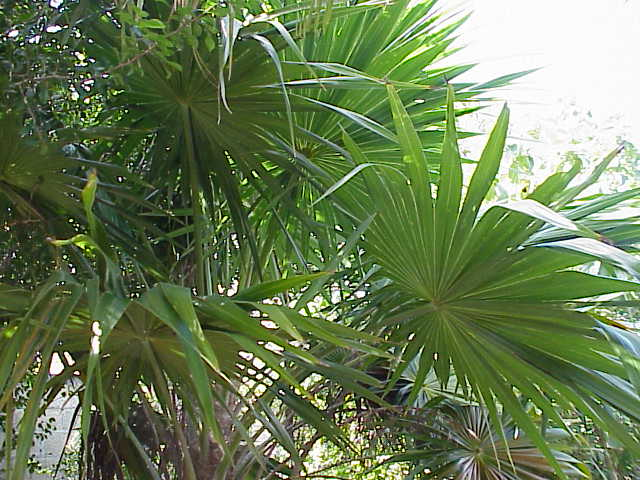
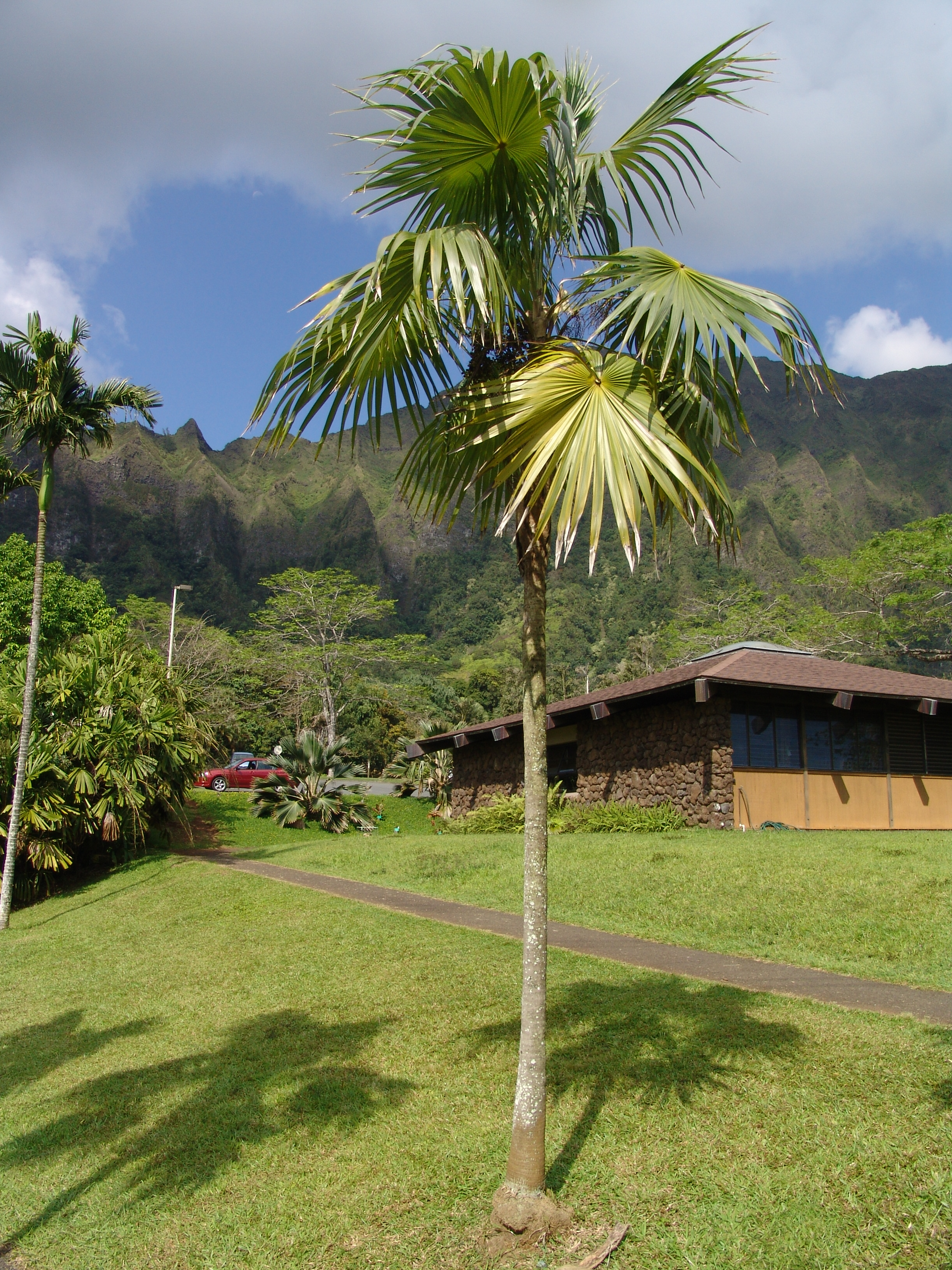
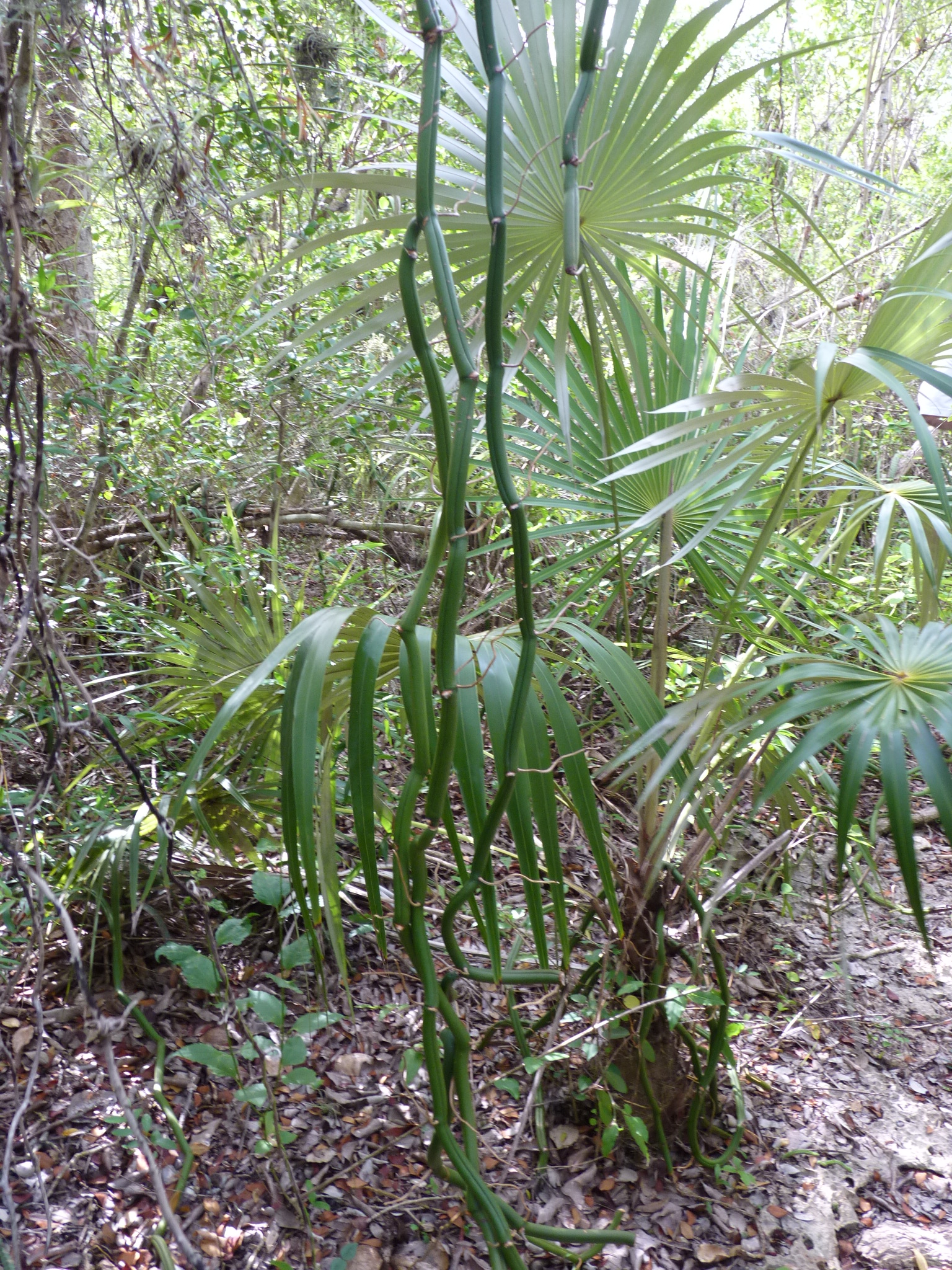
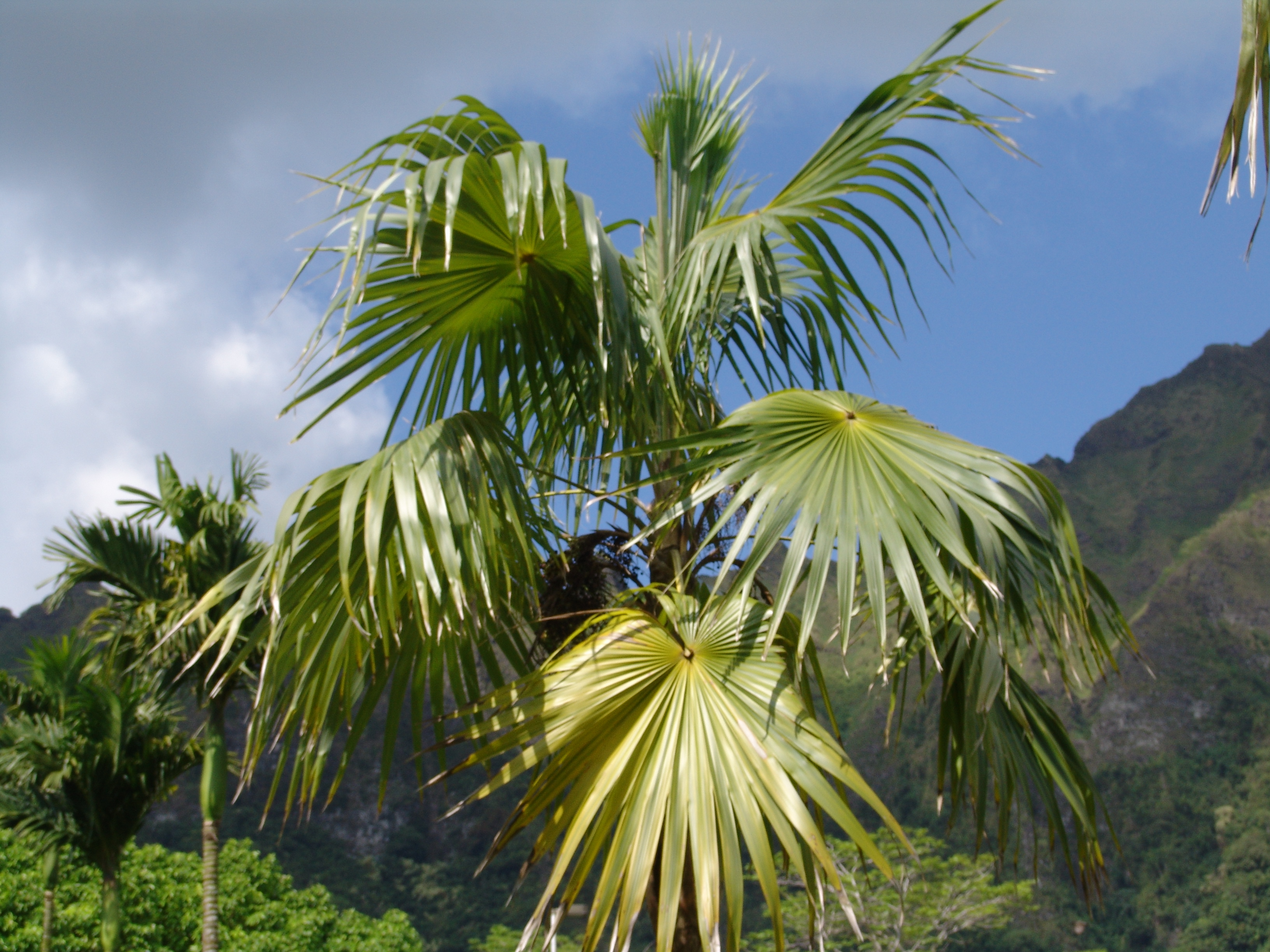